# Fender Coronado
La Fender Coronado è una chitarra elettrica prodotta dalla Fender Musical Instruments Corporation.

## Storia
Questo strumento fu progettato da Roger Rossmeisl, nel tentativo di capitalizzare la crescente popolarità delle chitarre semi-acustiche a seguito dell'uso elevato del profilo degli strumenti hollow body, come la Epiphone Casino, suonata da gruppi musicali come i The Beatles. Della Coronado, dal 1966 al 1972 sono state prodotte tre versioni della chitarraː la Fender Coronado I, la cui produzione venne interrotta nel 1970, con il disegno dell'originale pick-up single, la Coronado II alla quale venne aggiunto un pick-up al ponte, e la Coronado XII, progettata nel 1967, una versione a dodici corde. Oltre a chitarre elettriche, la Fender ha fabbricato anche bassi Coronado. 
La Coronado fu un'autentica chitarra elettrica a corpo cavo, come la Gibson ES-330 e la Epiphone Casino, priva, nel corpo, di un blocco centrale in legno massiccio. Questo particolare differisce dalla Gibson ES-335, che, pur apparendo simile alla Fender Coronado, venne costruita in un solido blocco centrale che attraversa longitudinalmente il corpo, con due blocchi incavati ai lati. Gli strati superiori e posteriori del corpo sono stati costruiti con legno di faggio lamellare, mentre la parte superiore e le buche a "F", sono leggermente arcuate. 
Il manico bolt-on, in italiano, "imbullonato"; della Coronado è a forma di lettera "C", con tastiera in palissandro ed una paletta simile alla paletta della Stratocaster, chitarra prodotta sempre dalla Fender. I pick-up utilizzati sono di marca DeArmond, mentre il ponte della chitarra era del tipo, tune-o-matic, a cordiera sospesa oppure con tremolo.